# Tor kutatóállomás
A Tor kutatóállomás egy norvég működtetésű kutatóállomás az Antarktiszon, a Maud királyné földön található. Az állomás a Svarthamaren-hegyhez tartozó Márta hercegnő part legészakabbra elhelyezkedő pontja. 1993-ban alapították. 1625 méterrel a tengerszint felett található, és 200 kilométerre van a parttól. Kisebb a másik norvég kutatóállomásnál, a Trollnál, és csak nyáron működik.